# Stefan Herforth (Schauspieler)
Stefan Herforth (* 1952) ist ein deutscher Schauspieler.

## Leben
Über das Leben des 1952 geborenen Stefan Herforth sind nur lückenhafte Informationen vorhanden. Für Film- und Fernseh-Produktionsfirmen stand er mehrfach vor der Kamera. Für Schauspielertätigkeiten an Theatern gibt es mehrere Hinweise. In den Jahren 1983 und 1984 wirkte er bei mehreren Aufführungen als Regieassistent am neuen theater Halle.

## Filmografie
- 1981: Peters Jugend
- 1983: Martin Luther (Fernseh-Fünfteiler, 1 Episode)
- 1983: Polizeiruf 110: Es ist nicht immer Sonnenschein (Fernsehreihe)
- 1984: Kaskade rückwärts
- 1984: Bockshorn

## Theater
- 1979: Kazimierz Moczarski: Gespräche mit dem Henker – Regie: Karl Schneider (Bühnen der Stadt Magdeburg – Maxim-Gorki)
- 1982: Ferdinand Bruckner: Die Verbrecher – Regie: Werner Tietze (Volksbühne Berlin)
- 2000: Uwe Wolf nach Karl May: Winnetou I (Klekih-petra) – Regie: Jürgen Polzin (Freilichttheater Waldenburg)
- 2003: Carl Zuckmayer: Der Hauptmann von Köpenick (Schwager) – Regie: Klaus Stephan (Landestheater Eisenach)
- 2005: Wilhelm Jacoby/Carl Laufs: Pension Schöller (Philipp Klapproth) – Regie: André Hiller (Comedia Saxonia)